# Menlo, Kansas
Menlo là một thành phố thuộc quận Thomas, tiểu bang Kansas, Hoa Kỳ. Năm 2010, dân số của xã này là 61 người.

## Dân số
Dân số các năm:
- Năm 2000: 57 người
- Năm 2010: 61 người